# 르까프
르까프(Lecaf)는 대한민국의 스포츠 용품 제조 회사이다. 1953년, (주)동양고무공업이 전신으로 기차표 신발을 만드는 등 고무 사업을 중심으로 사업을 전개하다 1980년대 나이키와 리복의 대한민국 사업 파트너로서 스포츠 분야까지 사업을 넓혔다. 1986년, 나이키가 나이키 코리아를 세우면서 이에 대응하여 같은 해 르까프 브랜드를 론칭했다.
현재 서울 가산동 인근에 사무소를 두고 스포츠 브랜드 사업을 전개하고 있다.

## 광고
2000년 그룹 H.O.T가 광고에 출연하였다.
2002년 그룹 신화의 멤버 전진이 광고에 출연하였다.
2003년 김흥수와 공효진을 광고에 발탁했다.
2006년 가수 강소영을 모델로 발탁했다.
2007년 배우 송승헌을 모델로 발탁했다.
2010년 조혜련과 오윤아을 모델로 발탁했다.
2011년 ~ 2012년 김사랑을 르까프 The FIT모델을 발탁했다.
2012년 그룹 엠블랙을 모델로 발탁했다.
2013년 배우 이시영을 모델로 발탁했다.
2014년 배우 이하늬을 모델로 발탁했다.
2015년 ~ 2016년 배우 이서진을 모델로 발탁했다.
2018년 배우 유연석을 모델로 발탁했다.
2020년 송가인과 이장우를 모델로 발탁했다.

## 같이 보기
- 화승 오즈